# Чемпионат Бразилии по футболу (Серия A)
Чемпионат Бразилии (Серия A) (порт.-браз. Campeonato Brasileiro Série A) — соревнование ведущих клубов Бразилии, высший дивизион в системе футбольных лиг Бразилии, в котором выявляется чемпион страны.

## История
Бразилия — федеративная страна. И этого принципа в стране чётко придерживаются в спорте, и футбол — не исключение. С начала XX века в разных штатах страны стали проводиться собственные чемпионаты и взаимоотношения между футбольными ассоциациями штатов нередко бывали весьма напряжёнными, что сказывалось даже при формировании сборной страны. О силе чемпионатов штатов можно судить хотя бы по тому, что к 1970 году в Бразилии, на тот момент стране, выигравшей три чемпионата мира, не было официального чемпионата.
С самого начала ведущими турнирами были лиги штатов Сан-Паулу (Лига Паулиста) и Рио-де-Жанейро/Гуанабара (Лига Кариока). С 1950-х годов на авансцену стали подниматься команды из штатов Риу-Гранди-ду-Сул (Лига Гаушу) и Баии (Лига Баиано). Сейчас последняя утратила свой авторитет, а четвёртым по силе чемпионатом считается Лига Минейро — чемпионат штата Минас-Жерайс (с 1960-х годов).
Для выявления представителей страны в Кубке Либертадорес потребовался определённый единый турнир. Сначала эту роль играл Кубок Бразилии (порт. Taça Brasil), затем — Кубок Робертана (расширенный для всей страны старый Турнир Рио-Сан-Паулу).
С 1971 года в Бразилии появился официальный чемпионат. Чтобы удовлетворить политические интересы штатов, КБФ часто меняла структуру проведения розыгрышей турнира и количество участников. Чемпионаты долгое время были многоступенчатыми, сопровождались многими скандалами.
В 1987 году это вылилось в отделении от КБФ группы команд, назвавших себя «Клубом Тринадцати» и проведении параллельного чемпионата, выигранного «Фламенго» (в нём приняли участие сильнейшие и самые популярные команды страны и по своему уровню официальный чемпионат не шёл ни в какое сравнение с этим турниром). Решением Федерального верховного суда от 16 марта 2018 года было признано, что единственным чемпионом страны в 1987 году был «Спорт Ресифи».
В 2000 году чемпионат был вообще сорван, вместо него был проведён Кубок Жоао Авеланжа, но его победитель («Васко да Гама») считается полноценным чемпионом Бразилии.
С 2003 года была отменена олимпийская система розыгрыша и чемпионат стал полноценной лигой с двухкруговым принципом выявления чемпиона страны.
После победы в чемпионате 2008 года «Сан-Паулу» стал первым клубом, которому удалось шесть раз стать чемпионом Бразилии и первым клубом, выигравшим первенство страны три раза подряд.
В конце 2010 года КБФ приравняла старый Кубок Бразилии («Чаша Бразилии», или «Трофей Бразилии») и Кубок Робертана к титулам чемпиона страны. Таким образом, самыми титулованными клубами страны с точки зрения побед в единых общебразильских турнирах стали «Сантос» (выигравший во времена Пеле пять подряд Кубков Бразилии и один Кубок Робертана) и «Палмейрас» (по два раза выигрывавший «старый» Кубок Бразилии и Кубок Робертана, причём в 1967 году команде покорились оба турнира).

## Формат
В чемпионате Бразилии участвуют 20 клубов. В течение сезона (с мая по декабрь) каждый клуб играет с каждым два матча (двойная круговая система), один раз на своем домашнем стадионе и один раз в гостях, в общей сложности 38 игр. Команды распределяются в турнирной таблице по общему количеству очков, победам, разнице мячей и забитым голам. В конце каждого сезона клуб с наибольшим количеством очков становится чемпионом. Если очки равны между двумя или более клубами, применяются следующие правила:
Если, количество очков между двумя и более клубами, не участвующими в борьбе за национальный титул или понижение в лиге, равное, тогда для распределения мест в таблице учитываются следующие факторы:
- количество выигранных игр;
- общая разница забитых и пропущенных мячей;
- общее количество забитых голов;
- личный рекорд (с действующим правилом выездных голов, если учитываются только два клуба).

Если все показатели равны, победитель будет определён по шкале честной игры:
- наименьшее количество желтых карточек;
- наименьшее количество красных карточек.

Если такая ситуация возникает между командами, ведущими борьбу за выживание или отбор на квалификацию на международные соревнования, шкалы честной игры не будут приняты во внимание; матч плей-офф на нейтральном поле определит победителя, который займет место выше в итоговой турнирной таблицы. В противном случае жеребьевка определит окончательные позиции.
По итогам сезона четыре лучшие команды из Серии В заменяют в турнирной таблице четыре команды с худшими показателями в Серии А.

## Международные соревнования
Начиная с сезона 2016 года, шесть лучших клубов в Серии А принимают на следующий год участие в Кубке Либертадорес. Первые четыре клуба напрямую проходят в групповой этап. Клубы, занявшие пятое и шестое место, начинают турнир во втором раунде и должны пройти 2 этапа квалификации, чтобы попасть в групповой этап.
Бразильские клубы также могут претендовать в следующем сезоне на групповой этап Кубка Либертадорес, выиграв сам турнир, Кубок Бразилии или Южноамериканский кубок. Если команда, которая заканчивает сезон в первой шестёрке, становится обладателем Кубка Бразилии, Южноамериканского кубка или Кубка Либертадорес, то остальные места в Либертадорес достаются следующим лучшим командам в турнирной таблице. Так что седьмой, восьмой и даже девятый клубы могут претендовать на участие в первом раунде этого турнира.
Кроме того, начиная с сезона 2016 года, клубы, занявшие с седьмого по двенадцатое место в Серии А, получают право на следующий год участвовать в Южноамериканском кубке. Но, как объяснялось выше, в зависимости от результатов трёх кубков, тринадцатый, четырнадцатый и даже пятнадцатый клубы могут претендовать на участие в Южноамериканском кубке. Таким образом, Серия А может квалифицировать от двенадцати до пятнадцати клубов в континентальных соревнованиях.

## Турнир чемпионов Бразилии
Основная статья Турнир чемпионов Бразилии по футболу 1937
Победитель — «Атлетико Минейро»

## Чаша Бразилии (1959—1968)
Основная статья Чаша Бразилии по футболу
| Розыгрыш | Победитель  | Финалист         | Счёт          |
| -------- | ----------- | ---------------- | ------------- |
| 1959     | «Баия»      | «Сантос»         | 3:2; 0:2; 3:1 |
| 1960     | «Палмейрас» | «Форталеза»      | 3:1; 8:2      |
| 1961     | «Сантос»    | «Баия»           | 1:1; 5:1      |
| 1962     | «Сантос»    | «Ботафого»       | 4:3; 1:3; 5:0 |
| 1963     | «Сантос»    | «Баия»           | 5:0; 2:0      |
| 1964     | «Сантос»    | «Фламенго»       | 4:1; 0:0      |
| 1965     | «Сантос»    | «Васко да Гама»  | 5:1; 1:0      |
| 1966     | «Крузейро»  | «Сантос»         | 6:2; 3:2      |
| 1967     | «Палмейрас» | «Наутико Ресифи» | 3:1; 1:2; 2:0 |
| 1968     | «Ботафого»  | «Форталеза»      | 2:2; 4:0      |

### Достижения клубов
| Клуб                             | Победитель | Годы                         | Финалист | Годы       |
| -------------------------------- | ---------- | ---------------------------- | -------- | ---------- |
| «Сантос» (Сантус)                | 5          | 1961, 1962, 1963, 1964, 1965 | 2        | 1959, 1966 |
| «Палмейрас» (Сан-Паулу)          | 2          | 1960, 1967                   | -        | -          |
| «Баия» (Салвадор)                | 1          | 1959                         | 2        | 1961, 1963 |
| «Ботафого» (Рио-де-Жанейро)      | 1          | 1968                         | 1        | 1962       |
| «Крузейро» (Белу-Оризонти)       | 1          | 1966                         | -        | -          |
| «Форталеза» (Форталеза)          | -          | -                            | 2        | 1960, 1968 |
| «Фламенго» (Рио-де-Жанейро)      | -          | -                            | 1        | 1964       |
| «Васко да Гама» (Рио-де-Жанейро) | -          | -                            | 1        | 1965       |

## Чемпионы Кубка Робертана
Основная статья Кубок Роберто Гомеса Педрозы
Было проведено 4 розыгрыша Кубка Робертана (официально — Кубок Роберто Гомеса Педрозы), которые сейчас считаются прототипами чемпионата Бразилии.
| Год  | Клуб         | Вице-чемпион    |
| ---- | ------------ | --------------- |
| 1967 | «Палмейрас»  | «Интернасьонал» |
| 1968 | «Сантос»     | «Интернасьонал» |
| 1969 | «Палмейрас»  | «Крузейро»      |
| 1970 | «Флуминенсе» | «Палмейрас»     |

### Достижения клубов
| Клуб                           | Победитель | Годы       | Финалист | Годы       |
| ------------------------------ | ---------- | ---------- | -------- | ---------- |
| «Палмейрас» (Сан-Паулу)        | 2          | 1967, 1969 | 1        | 1970       |
| «Сантос» (Сантус)              | 1          | 1968       | -        | -          |
| «Флуминенсе» (Рио-де-Жанейро)  | 1          | 1970       | -        | -          |
| «Интернасьонал» (Порту-Алегри) | -          | -          | 2        | 1967, 1968 |
| «Крузейро» (Белу-Оризонти)     | -          | -          | 1        | 1969       |

<nowiki>Вставьте сюда текст, который не нужно форматировать</nowiki>== Чемпионы Серии A ==
| Название турнира                                             | Год  | Чемпион               | Вице-чемпион          | 3-е место             | Команд |
| ------------------------------------------------------------ | ---- | --------------------- | --------------------- | --------------------- | ------ |
| Национальный чемпионат клубов Campeonato Nacional de Clubes  | 1971 | «Атлетико Минейро»    | «Сан-Паулу»           | «Ботафого»            | 20     |
| Национальный чемпионат клубов Campeonato Nacional de Clubes  | 1972 | «Палмейрас»           | «Ботафого»            | «Интернасьонал»       | 26     |
| Национальный чемпионат клубов Campeonato Nacional de Clubes  | 1973 | «Палмейрас»           | «Сан-Паулу»           | «Крузейро»            | 40     |
| Национальный чемпионат клубов Campeonato Nacional de Clubes  | 1974 | «Васко да Гама»       | «Крузейро»            | «Сантос»              | 40     |
| Бразильский кубок Copa Brasil                                | 1975 | «Интернасьонал»       | «Крузейро»            | «Флуминенсе»          | 42     |
| Бразильский кубок Copa Brasil                                | 1976 | «Интернасьонал»       | «Коринтианс»          | «Атлетико Минейро»    | 54     |
| Бразильский кубок Copa Brasil                                | 1977 | «Сан-Паулу»           | «Атлетико Минейро»    | «Операрио»            | 62     |
| Бразильский кубок Copa Brasil                                | 1978 | «Гуарани»             | «Палмейрас»           | «Интернасьонал»       | 74     |
| Бразильский кубок Copa Brasil                                | 1979 | «Интернасьонал»       | «Васко да Гама»       | «Коритиба»            | 94     |
| Золотой кубок Taça de Ouro                                   | 1980 | «Фламенго»            | «Атлетико Минейро»    | «Интернасьонал»       | 44     |
| Золотой кубок Taça de Ouro                                   | 1981 | «Гремио»              | «Сан-Паулу»           | «Понте-Прета»         | 44     |
| Золотой кубок Taça de Ouro                                   | 1982 | «Фламенго»            | «Гремио»              | «Гуарани»             | 44     |
| Золотой кубок Taça de Ouro                                   | 1983 | «Фламенго»            | «Сантос»              | «Атлетико Минейро»    | 44     |
| Бразильский кубок Copa Brasil                                | 1984 | «Флуминенсе»          | «Васко да Гама»       | «Гремио»              | 41     |
| Золотой кубок Taça de Ouro                                   | 1985 | «Коритиба»            | «Бангу»               | «Гремио Бразил»       | 44     |
| Бразильский кубок Copa Brasil                                | 1986 | «Сан-Паулу»           | «Гуарани»             | «Атлетико Минейро»    | 80     |
| Союзный кубок Copa União                                     | 1987 | «Спорт Ресифи»        | «Гуарани»             | «Бангу»               | 32     |
| Союзный кубок Copa União                                     | 1988 | «Баия»                | «Интернасьонал»       | «Флуминенсе»          | 24     |
| Чемпионат Бразилии Campeonato Brasileiro                     | 1989 | «Васко да Гама»       | «Сан-Паулу»           | «Крузейро»            | 22     |
| Чемпионат Бразилии Campeonato Brasileiro                     | 1990 | «Коринтианс»          | «Сан-Паулу»           | «Гремио»              | 20     |
| Чемпионат Бразилии Campeonato Brasileiro                     | 1991 | «Сан-Паулу»           | «Брагантино»          | «Атлетико Минейро»    | 20     |
| Чемпионат Бразилии Campeonato Brasileiro                     | 1992 | «Фламенго»            | «Ботафого»            | «Васко да Гама»       | 20     |
| Чемпионат Бразилии Campeonato Brasileiro                     | 1993 | «Палмейрас»           | «Витория Салвадор»    | «Коринтианс»          | 32     |
| Чемпионат Бразилии Campeonato Brasileiro                     | 1994 | «Палмейрас»           | «Коринтианс»          | «Гуарани»             | 24     |
| Чемпионат Бразилии Campeonato Brasileiro                     | 1995 | «Ботафого»            | «Сантос»              | «Крузейро»            | 24     |
| Чемпионат Бразилии Campeonato Brasileiro                     | 1996 | «Гремио»              | «Португеза Деспортос» | «Атлетико Минейро»    | 24     |
| Чемпионат Бразилии Campeonato Brasileiro                     | 1997 | «Васко да Гама»       | «Палмейрас»           | «Интернасьонал»       | 26     |
| Чемпионат Бразилии Campeonato Brasileiro                     | 1998 | «Коринтианс»          | «Крузейро»            | «Сантос»              | 24     |
| Чемпионат Бразилии Campeonato Brasileiro                     | 1999 | «Коринтианс»          | «Атлетико Минейро»    | «Витория»             | 22     |
| Кубок Жоао Авеланжа Copa João Havelange                      | 2000 | «Васко да Гама»       | «Сан-Каэтано»         | «Крузейро»            | 116    |
| Чемпионат Бразилии Campeonato Brasileiro                     | 2001 | «Атлетико Паранаэнсе» | «Сан-Каэтано»         | «Флуминенсе»          | 28     |
| Чемпионат Бразилии Campeonato Brasileiro                     | 2002 | «Сантос»              | «Коринтианс»          | «Гремио»              | 26     |
| Чемпионат Бразилии — Серия A Campeonato Brasileiro — Série A | 2003 | «Крузейро»            | «Сантос»              | «Сан-Паулу»           | 24     |
| Чемпионат Бразилии — Серия A Campeonato Brasileiro — Série A | 2004 | «Сантос»              | «Атлетико Паранаэнсе» | «Сан-Паулу»           | 24     |
| Чемпионат Бразилии — Серия A Campeonato Brasileiro — Série A | 2005 | «Коринтианс»          | «Интернасьонал»       | «Гояс»                | 22     |
| Чемпионат Бразилии — Серия A Campeonato Brasileiro — Série A | 2006 | «Сан-Паулу»           | «Интернасьонал»       | «Гремио»              | 20     |
| Чемпионат Бразилии — Серия A Campeonato Brasileiro — Série A | 2007 | «Сан-Паулу»           | «Сантос»              | «Фламенго»            | 20     |
| Чемпионат Бразилии — Серия A Campeonato Brasileiro — Série A | 2008 | «Сан-Паулу»           | «Гремио»              | «Крузейро»            | 20     |
| Чемпионат Бразилии — Серия A Campeonato Brasileiro — Série A | 2009 | «Фламенго»            | «Интернасьонал»       | «Сан-Паулу»           | 20     |
| Чемпионат Бразилии — Серия A Campeonato Brasileiro — Série A | 2010 | «Флуминенсе»          | «Крузейро»            | «Коринтианс»          | 20     |
| Чемпионат Бразилии — Серия A Campeonato Brasileiro — Série A | 2011 | «Коринтианс»          | «Васко да Гама»       | «Флуминенсе»          | 20     |
| Чемпионат Бразилии — Серия A Campeonato Brasileiro — Série A | 2012 | «Флуминенсе»          | «Атлетико Минейро»    | «Гремио»              | 20     |
| Чемпионат Бразилии — Серия A Campeonato Brasileiro — Série A | 2013 | «Крузейро»            | «Гремио»              | «Атлетико Паранаэнсе» | 20     |
| Чемпионат Бразилии — Серия A Campeonato Brasileiro — Série A | 2014 | «Крузейро»            | «Сан-Паулу»           | «Интернасьонал»       | 20     |
| Чемпионат Бразилии — Серия A Campeonato Brasileiro — Série A | 2015 | «Коринтианс»          | «Атлетико Минейро»    | «Гремио»              | 20     |
| Чемпионат Бразилии — Серия A Campeonato Brasileiro — Série A | 2016 | «Палмейрас»           | «Сантос»              | «Фламенго»            | 20     |
| Чемпионат Бразилии — Серия A Campeonato Brasileiro — Série A | 2017 | «Коринтианс»          | «Палмейрас»           | «Сантос»              | 20     |
| Чемпионат Бразилии — Серия A Campeonato Brasileiro — Série A | 2018 | «Палмейрас»           | «Фламенго»            | «Интернасьонал»       | 20     |
| Чемпионат Бразилии — Серия A Campeonato Brasileiro — Série A | 2019 | «Фламенго»            | «Сантос»              | «Палмейрас»           | 20     |
| Чемпионат Бразилии — Серия A Campeonato Brasileiro — Série A | 2020 | «Фламенго»            | «Интернасьонал»       | «Атлетико Минейро»    | 20     |
| Чемпионат Бразилии — Серия A Campeonato Brasileiro — Série A | 2021 | «Атлетико Минейро»    | «Фламенго»            | «Палмейрас»           | 20     |
| Чемпионат Бразилии — Серия A Campeonato Brasileiro — Série A | 2022 | «Палмейрас»           | «Интернасьонал»       | «Флуминенсе»          | 20     |
| Чемпионат Бразилии — Серия A Campeonato Brasileiro — Série A | 2023 | «Палмейрас»           | «Гремио»              | «Атлетико Минейро»    | 20     |
| Чемпионат Бразилии — Серия A Campeonato Brasileiro — Série A | 2024 | «Ботафого»            | «Палмейрас»           | «Фламенго»            | 20     |

### Достижения клубов в чемпионате с 1971 года
| Клуб                               | Титулов |
| ---------------------------------- | ------- |
| «Коринтианс» (Сан-Паулу)           | 7       |
| «Фламенго» (Рио-де-Жанейро)        | 7       |
| «Палмейрас» (Сан-Паулу)            | 7       |
| «Сан-Паулу» (Сан-Паулу)            | 6       |
| «Васко да Гама» (Рио-де-Жанейро)   | 4       |
| «Интернасьонал» (Порту-Алегри)     | 3       |
| «Флуминенсе» (Рио-де-Жанейро)      | 3       |
| «Крузейро» (Белу-Оризонти)         | 3       |
| «Сантос» (Сантос)                  | 2       |
| «Гремио» (Порту-Алегри)            | 2       |
| «Ботафого» (Рио-де-Жанейро)        | 2       |
| «Атлетико Минейро» (Белу-Оризонти) | 2       |
| «Атлетико Паранаэнсе» (Куритиба)   | 1       |
| «Баия» (Салвадор)                  | 1       |
| «Гуарани» (Кампинас)               | 1       |
| «Коритиба» (Куритиба)              | 1       |
| «Спорт Ресифи» (Ресифи)            | 1       |

## Достижения клубов (все)
| Клуб                      | Чемпион                                                                     | Вице-чемпион                                       | Бронзовый призёр                                   |
| ------------------------- | --------------------------------------------------------------------------- | -------------------------------------------------- | -------------------------------------------------- |
| «Палмейрас»               | 12 (1960, 1967, 1969, 1967, 1972, 1973, 1993, 1994, 2016, 2018, 2022, 2023) | 5 (1970, 1978, 1997, 2017, 2024)                   | 2 (2019, 2021)                                     |
| «Сантос»                  | 8 (1961, 1962, 1963, 1964, 1965, 1968, 2002, 2004)                          | 8 (1959, 1966, 1983, 1995, 2003, 2007, 2016, 2019) | 3 (1974, 1998, 2017)                               |
| «Коринтианс»              | 7 (1990, 1998, 1999, 2005, 2011, 2015, 2017)                                | 3 (1976, 1994, 2002)                               | 4 (1967, 1969, 1993, 2010)                         |
| «Фламенго»                | 7 (1980, 1982, 1983, 1992, 2009, 2019, 2020)                                | 3 (1964, 2018, 2021)                               | 3 (2007, 2016, 2024)                               |
| «Сан-Паулу»               | 6 (1977, 1986, 1991, 2006, 2007, 2008)                                      | 6 (1971, 1973, 1981, 1989, 1990, 2014)             | 3 (2003, 2004, 2009)                               |
| «Крузейро»                | 4 (1966, 2003, 2013, 2014)                                                  | 5 (1969, 1974, 1975, 1998, 2010)                   | 6 (1968, 1973, 1989, 1995, 2000, 2008)             |
| «Васко да Гама»           | 4 (1974, 1989, 1997, 2000)                                                  | 4 (1965, 1979, 1984, 2011)                         | 2 (1968, 1992)                                     |
| «Флуминенсе»              | 4 (1970, 1984, 2010, 2012)                                                  | 1 (1937)                                           | 5 (1975, 1988, 2001, 2011, 2022)                   |
| «Интернасьонал»           | 3 (1975, 1976, 1979)                                                        | 8 (1967, 1968, 1988, 2005, 2006, 2009, 2020, 2022) | 7 (1962, 1972, 1978, 1980, 1997, 2014, 2018)       |
| «Атлетико Минейро»        | 3 (1937, 1971, 2021)                                                        | 5 (1977, 1980, 1999, 2012, 2015)                   | 8 (1970, 1976, 1983, 1986, 1991, 1996, 2020, 2023) |
| «Гремио»                  | 2 (1981, 1996)                                                              | 4 (1982, 2008, 2013, 2023)                         | 8 (1959, 1967, 1984, 1990, 2002, 2006, 2012, 2015) |
| «Ботафого»                | 3 (1968, 1995, 2024)                                                        | 3 (1962, 1972, 1992)                               | 2 (1963, 1971)                                     |
| «Баия»                    | 2 (1959, 1988)                                                              | 2 (1961, 1963)                                     | —                                                  |
| «Гуарани»                 | 1 (1978)                                                                    | 2 (1986, 1987)                                     | 2 (1982, 1994)                                     |
| «Атлетико Паранаэнсе»     | 1 (2001)                                                                    | 1 (2004)                                           | 1 (2013)                                           |
| «Коритиба»                | 1 (1985)                                                                    | —                                                  | 1 (1979)                                           |
| «Спорт Ресифи»            | 1 (1987)                                                                    | —                                                  | —                                                  |
| «Форталеза»               | —                                                                           | 2 (1960, 1968)                                     | —                                                  |
| «Сан-Каэтано»             | —                                                                           | 2 (2000, 2001)                                     | —                                                  |
| «Наутико»                 | —                                                                           | 1 (1967)                                           | 2 (1965, 1966)                                     |
| «Витория»                 | —                                                                           | 1 (1993)                                           | 1 (1999)                                           |
| «Бангу»                   | —                                                                           | 1 (1985)                                           | —                                                  |
| «Брагантино»              | —                                                                           | 1 (1991)                                           | —                                                  |
| «Португеза Деспортос»     | —                                                                           | 1 (1996)                                           | —                                                  |
| «Рио-Бранко (Витория)»    | —                                                                           | —                                                  | 1 (1937)                                           |
| «Америка»                 | —                                                                           | —                                                  | 1 (1961)                                           |
| «Сеара»                   | —                                                                           | —                                                  | 1 (1964)                                           |
| «Операрио» (Кампу-Гранди) | —                                                                           | —                                                  | 1 (1977)                                           |
| «Понте-Прета»             | —                                                                           | —                                                  | 1 (1981)                                           |
| «Гремио Бразил»           | —                                                                           | —                                                  | 1 (1985)                                           |
| «Гояс»                    | —                                                                           | —                                                  | 1 (2005)                                           |